# Demiwka (obwód lwowski)
Demiwka (ukr. Демівка) – wieś na Ukrainie, w obwodzie lwowskim, w rejonie stryjskim, w hromadzie Żurawno. W 2001 roku liczyła 60 mieszkańców.
Do 1946 roku miejscowość nosiła nazwę Demnia Sulatycka (ukr. Демня Сулятицька, Demnia Sulatyćka).